# Estação Ferroviária de Aljustrel

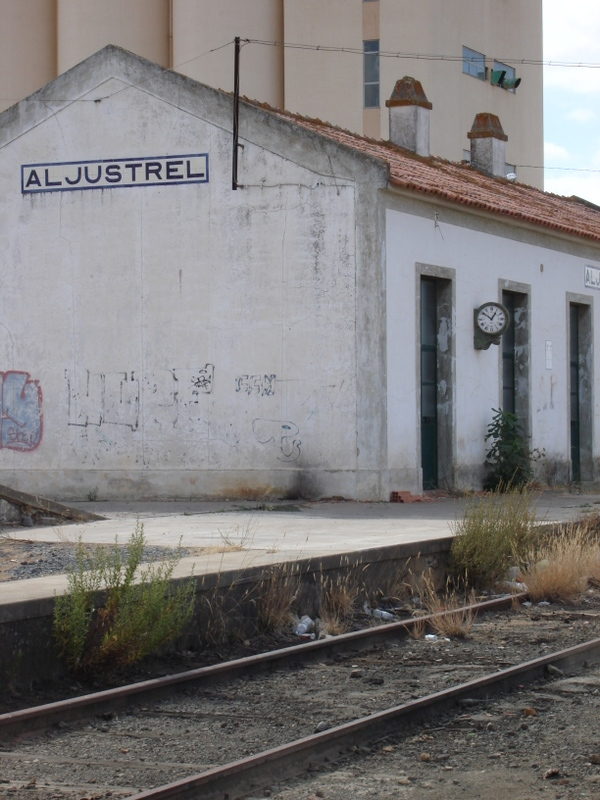
Estação de Aljustrel, em 2006

A Estação Ferroviária de Aljustrel, originalmente denominada de Aljustrel-Vila, é uma interface encerrada do Ramal de Aljustrel, que servia a localidade de Aljustrel, no Distrito de Beja, em Portugal.

## História
Em meados do século XIX, começou-se a planear o traçado do Caminho de Ferro do Sul entre Beja e o Algarve, tendo sido proposta a passagem perto de Ajustrel, de forma a servir as minas.

Um alvará de 28 de Novembro de 1928 autorizou a Société Belge des Mines de Aljustrel a construir uma ligação ferroviária mineira, entre o jazigo de Algares e a estação de Aljustrel-Castro Verde, na Linha do Sul, devendo ser realizado, igualmente, o transporte de outras mercadorias, e de passageiros. O ramal foi inaugurado em 2 de Junho de 1929.